# Caroline Hudelist
 Caroline Hudelist  (* 4. November 1940 in Graz) ist eine österreichische Malerin.

## Leben
Hudelist wurde 1940 in Graz geboren. Von 1959 bis 1962 studierte sie Werbegrafik in Wien und beschäftigt sich seit 1958 intensiv mit bildender Kunst. (Abendakt an der Akademie für bildende Kunst, Wien). Ab 1972 wurde Hudelist zu zahlreichen Einzelausstellungen im In- und Ausland (Wien, Paris, New York, Laibach, Jerez d.l.Fr. etc.) eingeladen. Mehrmals stattete sie Bühnenbilder für Avantgardetheater aus und nahm auch an Kunstmessen in Köln, London, Dresden und Laibach teil. Zahlreiche ihrer Arbeiten befinden sich in Besitz von öffentlichen und privaten Sammlungen. Darüber hinaus nahm Hudelist an Symposien, Workshops und Editionen teil. Sie erhielt fünf Preise für bildende Kunst und war lange Zeit Mitglied des Beirates im Kunstverein Kärnten. Caroline Hudelist lebt und arbeitet in Kärnten.

## Preise und Auszeichnungen
- 1974 Arbeitsstipendium des Landes Kärnten
- 1980 Förderungspreis für bildende Kunst des Landes Kärnten
- 1985 Würdigungspreis der ÖVP-Abgeordneten, Kärnten
- 1989 Preis der Jury des 21. Festivals INTERNATIONAL DE LA Peinture, Château Musée de Cagnes sur Mer
- 1998 Frauenkulturpreis Kärnten